# 腹袋科
腹袋科（学名：Gastrothylacidae）为斜睪目的一个科。此科的模式属为腹袋属(Gastrothylax)。

## 下级分类
本科包括以下属：
- 长妙属 Carmyerius Stiles & Goldberger, 1910
- 菲策属 Fischoederius Stiles & Goldberger, 1910
- 腹袋属 Gastrothylax Poirier, 1883
- Johnsonitrema Yamaguti, 1958